# Dark Sacred Night
Dark Sacred Night, em inglês no original, é um thriller e policial escrito por Michael Connelly, sendo o seu 32º livro de ação e tendo sido publicado pela primeira vez em 2018, nele intervindo em conjunto pela primeira vez dois personagens usadas por Connelly anteriormente noutros livros, Harry Bosch e Renée Ballard.

## Resumo
A detetive Renée Ballard está a trabalhar no turno noturno de novo e quando regressa à Esquadra de Hollywood, após ter resolvido um caso de suicídio, encontra um estranho a vasculhar os arquivos de outro detetive. O intruso é o detetive aposentado Harry Bosch que está a tentar resolver um caso arquivado. Ballard expulsa-o das instalações, mas após descobrir o caso que ele tem em mãos contacta-o para o ajudar. Bosch está a investigar a morte de Daisy Clayton, uma jovem que fugiu de casa e se tornou uma sem abrigo de Hollywood e que foi brutalmente assassinada tendo o seu corpo aparecido numa lixeira. Então, Ballard vai unir esforços com Bosch para descobrir o que aconteceu a Daisy e finalmente levar o seu assassino à justiça.
O caso de Daisy Clayton obcecou Bosch na sua última aparição literária, em “Two Kinds of Truth” e tanto se embrenhou na resolução do caso que foi ao ponto de tirar a mãe de Daisy das drogas e dar-lhe guarida no apartamento dele. Renée oferece-se primeiro para ajudá-lo a ler uma volumosa série de notas de campo, as “shake cards”, preenchidas por polícias de patrulha que tiveram motivos para mandar parar e questionar pessoas nas ruas de Hollywood nos meses próximos da data do assassinato de Daisy, tendo em vista encontrar pistas para levar a assassino.
Mas tanto Bosch como Ballard têm outros casos ativos, e o romance alterna entre cada uma dessas investigações. Bosch é designado para descobrir quem ordenou o assassinato em estilo de execução de um líder de um gangue criminoso no Vale de San Fernando. E Ballard responde a uma denúncia de intrusão no telhado de uma casa de strip-tease, situação que lhe dá oportunidade de contemplar o sexismo arreigado dos seus colegas do sexo masculino.

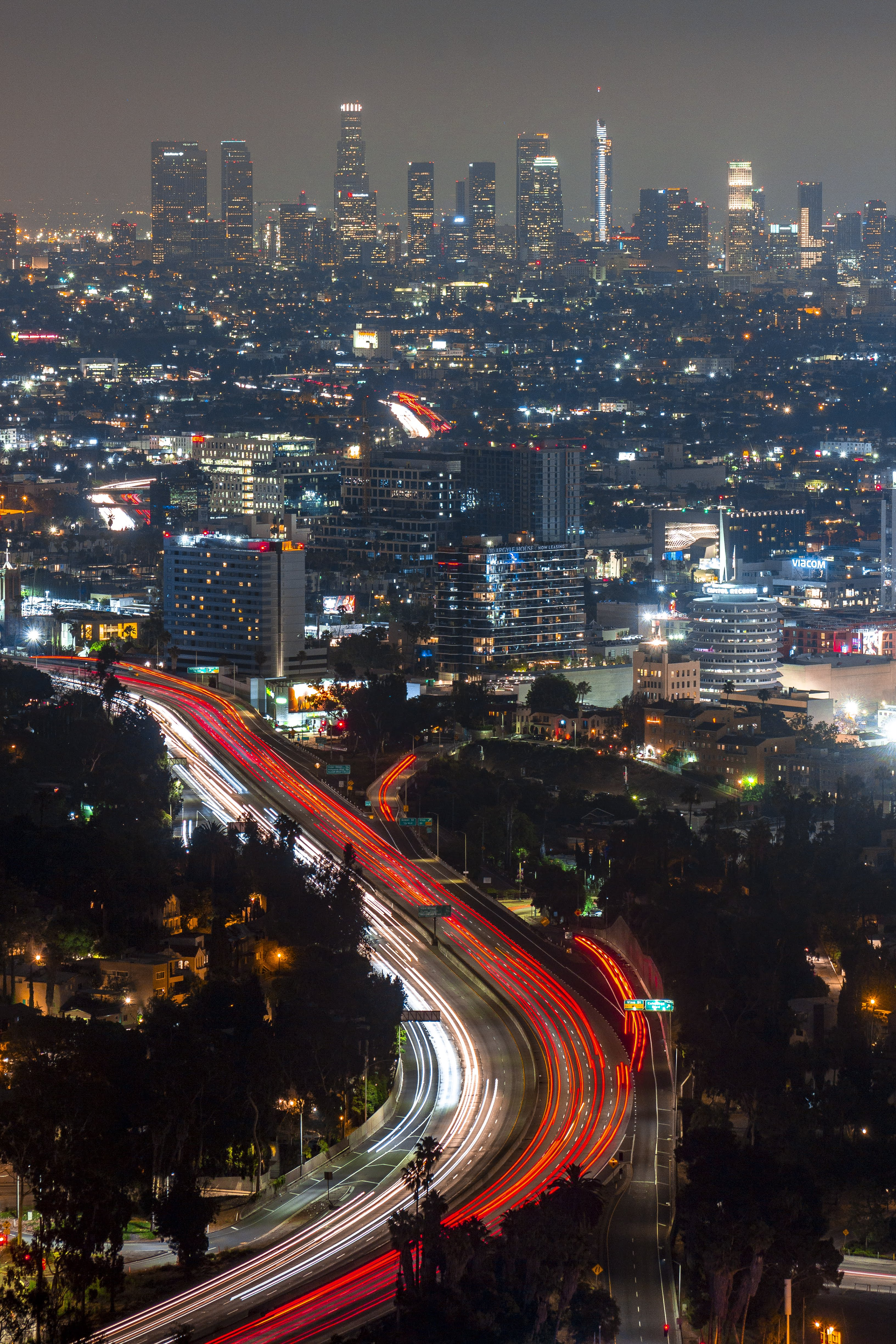
Vista noturna de LA, ambiente em que decorre grande parte do enredo

## Recepção
Para Maureen Corrigan, no The Washington Post, a série Harry Bosch começou em tom sombrio e, com o passar do tempo, ficou ainda mais sombria. O acentuar deste aspeto certamente teve a ver com o envelhecimento do herói. Em 1992, quando Michael Connelly apresentou Bosch pela primeira vez, em The Black Echo, ele era um detetive da Polícia de Los Angeles no auge de sua vida solitária.
Fiel ao estilo de duro, Bosch acabou por entrar em conflito com a burocracia policial e foi empurrado para uma reforma precoce. Nos romances mais recentes da série, Bosch trabalha como detetive de reserva para a Polícia de San Fernando. Mas, no tempo livre, Bosch investiga homicídios de casos antigos não resolvidos. A melancolia paira sobre esta série à medida que Bosch, no final de sua vida ativa, percebe que nunca terá tempo suficiente para corrigir tudo o que precisa ser consertado.
Também para Corrigan, talvez porque precisava de uma pausa na série de Bosch, Connelly criou um novo detetive no romance The Late Show. A detetive Renée Ballard tem metade da idade de Bosch, mas a visão do mundo dela dificilmente poderia ser mais ensolarada, trabalhando ela na “sessão da noite” (“the late show”), como é designado o turno da noite na gíria da polícia. Posta de lado por muitos colegas, por causa de uma queixa de assédio sexual que apresentou contra um superior, Renée tem uma vida pessoal que faz a de Harry parecer saudável: a família dela é composta pelo cachorro e por uma avó que visita ocasionalmente; a sua casa é uma tenda que ela arma na praia.
Corrigan prossegue referindo que dada a predileção de Connelly em escrever histórias em que se cruzam personagens de diferentes séries (como Bosch e o meio-irmão, Mickey Haller, em The Lincoln Lawyer), não admira que os dois detetives individualistas acabem por se encontrar e trabalhar em conjunto. “Dark Sacred Night”, anunciado como o primeiro “romance de Ballard e Bosch”, é engenhoso, com um suspense frenetico e muito, muito sombrio. A parelha de detetives carregados de pólos elétricos negativos intensifica o carater sombrio do ambiente.
Concluindo, para Corrigan, no espetacular terço final de Dark Sacred Night, os dois detetives conseguem de modo perigoso sobreviver graças ao apoio mútuo. Depois que o perigo é afastado, o pouco efusivo Bosch oferece a Ballard o equivalente profissional de uma proposta de casamento: “Fomos uma boa equipa nisto. . .”, “Talvez continuemos a trabalhar juntos noutros casos”, “Você pode dar ordens. . . se lhe apetecer." Felizmente para os fãs de Connelly e para o futuro desta nova série, Ballard apaixona-se pela doce conversa feminista de Bosch. Veremos quanto tempo levará Bosch a renegar a promessa de deixar Ballard “dar as ordens”.